# Duca di Galliera

Stemma del Casato di Galliera.

Il titolo di Duca di Galliera è un titolo nobiliare creato nel 1812 da Napoleone per Giuseppina di Leuchtenberg, figlia di Eugenio di Beauharnais, in occasione del suo matrimonio con Oscar, principe ereditario di Svezia. Il predicato si riferisce alla città di Galliera, in provincia di Bologna.
Nel 1837, dopo un decennio di trattative, il principe Oscar vendette le proprietà legate al ducato al marchese Raffaele De Ferrari, che l'anno seguente ricevette il titolo ducale da parte del papa Gregorio XVI. Nel 1839 re Carlo Alberto di Savoia confermò la cessione al Marchese, che anni più tardi ebbe dal re Vittorio Emanuele II di Savoia il titolo di Principe di Lucedio.
Da sua moglie Maria Brignole Sale, il Duca ebbe tre figli ma due morirono nell'infanzia mentre il terzo, il filatelico Filippo De Ferrari, rinunciò al titolo.
Nel 1877, alla morte del marito, Maria Brignole Sale, fervente orleanista, cedette le proprietà italiane ad Antonio d'Orléans, duca di Montpensier, figlio minore di re Luigi Filippo di Francia. Dopo la morte della Duchessa nel 1888 il Principe ricevette il titolo da re Umberto I di Savoia e da allora il titolo appartiene al ramo spagnolo degli Orléans, mentre le proprietà ad esso connesse furono tutte vendute dal IV Duca negli Anni Venti.

## Duchi di Galliera
| Periodo        | Nome                       | Ritratto | Nascita | Morte                                                               |
| -------------- | -------------------------- | -------- | --- | ------------------------------------------------------------------- |
| 1812–1837      | Giuseppina di Leuchtenberg |          | 14 marzo 1807 a Milano figlia maggiore di Eugenio di Beauharnais e Augusta di Baviera                                                         | 7 giugno 1876 a Stoccolma                                           |
| 1838–1876      | Luigi Raffaele De Ferrari  |          | 6 luglio 1803 a Genova figlio di Andrea de Ferrari e Livia Ignazia Pallavicino                                                                | 23 novembre 1876 a Genova                                           |
| 1888–1890      | Antonio d'Orléans          |          | 31 luglio 1824 a Castello di Neuilly quinto figlio di Luigi Filippo di Francia e Maria Amalia di Borbone-Due Sicilie                          | 4 febbraio 1890 al Palacio de Orléans-Borbón, Sanlúcar de Barrameda |
| 1890-1930      | Infante Antonio d'Orléans  |          | 23 febbraio 1866 a Siviglia figlio del precedente e dell'Infanta Luisa Ferdinanda di Borbone-Spagna                                           | 24 dicembre 1930 a Parigi                                           |
| 1930-1975      | Infante Alfonso d'Orléans  |          | 12 novembre 1886 a Madrid figlio del precedente e dell'Infanta Eulalia di Borbone-Spagna                                                      | 6 agosto 1975 a Sanlúcar de Barrameda                               |
| 1975-1997      | Infante Alvaro d'Orléans   |          | 20 aprile 1910 a Coburgo figlio del precedente e della Principessa Beatrice di Sassonia-Coburgo-Gotha                                         | 22 agosto 1997 a Monte Carlo                                        |
| 1997-in carica | Alfonso d'Orléans          |          | 5 gennaio 1968 a Santa Cruz de Tenerife nipote del precedente: figlio maggiore di Alfonso d'Orléans ed Emilia Ferrara-Pignatelli di Strongoli | vivente                                                             |